# Joseph Lindebner
Joseph Lindebner (* 29. Oktober 1845 in Mainz; † 4. Oktober 1922 in der Holy Rosary Mission, USA) war Maschinenbauingenieur, Jesuit und Missionar der Sioux-Indianer.

## Leben
Lindebner entstammte einer Mainzer Kaufmannsfamilie und studierte ab 1870 in Aachen Maschinenbau. Er war Mitgründer der katholischen Studentenverbindung Carolingia Aachen im KV. Nach seinem Examen arbeitete Lindebner als Ingenieur in Lüttich, Belgien.
1877 trat er in Holland, wohin die Jesuiten wegen des Verbots in Deutschland (Kulturkampf) ihr Provinzialat verlegt hatten, in den Jesuitenorden ein. Nach Studien an Ordenshochschulen in Holland und England wurde er 1885 zum Priester geweiht und legte in England 1888 das endgültige Ordensgelübde ab.
Anschließend wurde er in das Pine Ridge Reservat Holy Rosary geschickt, dort war er bei den Sioux-Indianern als Missionar tätig.
1904 gelang es Lindebner, den einflussreichen Schamanen Black Elk zum Katholizismus zu bekehren, der dann als Katechet fungierte. Die Indianer nannten Lindebner den "kleinen Pater" und setzten ihm nach seinem Tod ein Denkmal.